# Zgnilizna

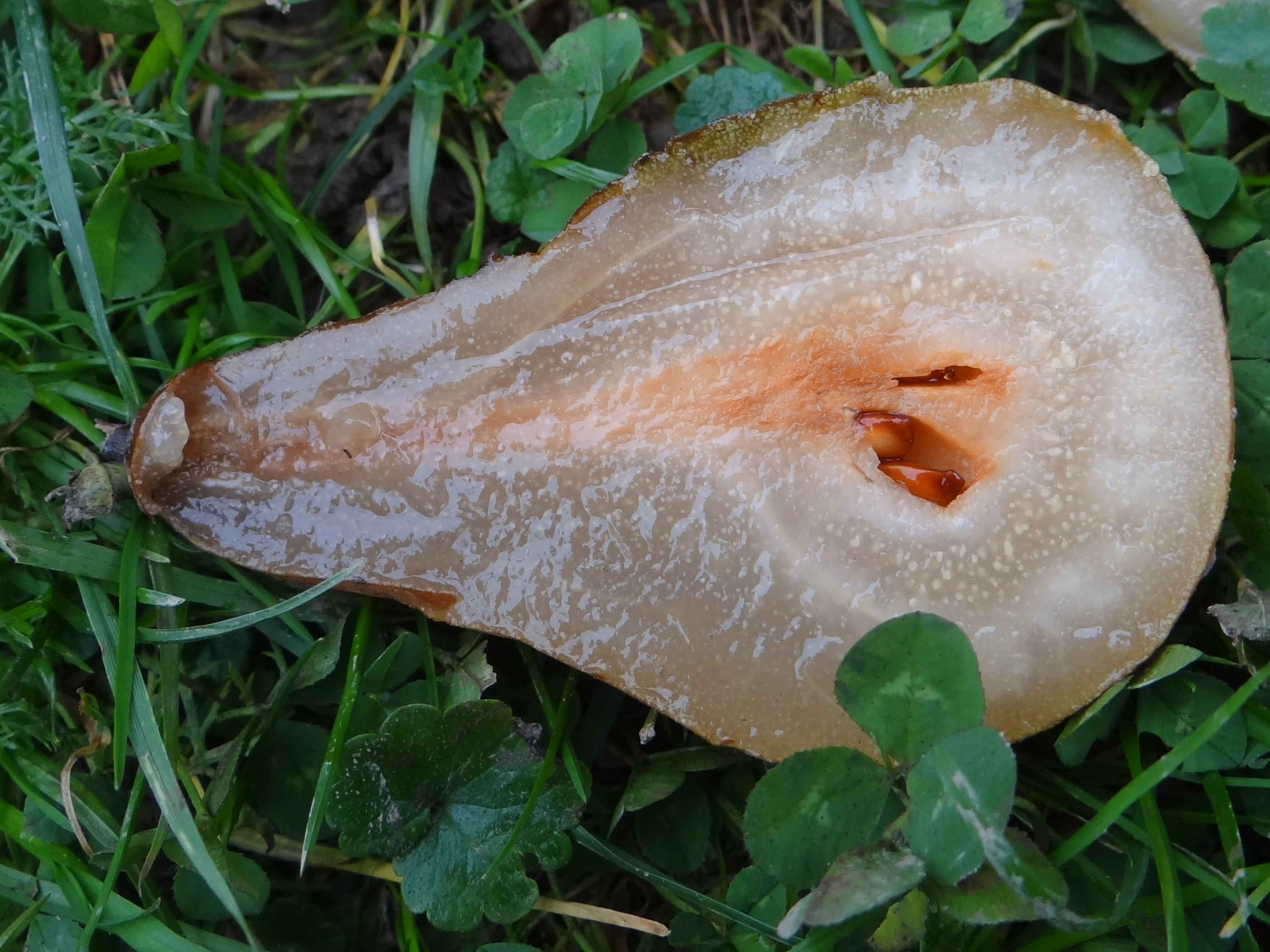
Mokra zgnilizna gruszki

Zgnilizna – u roślin jest to wywołany przez niektóre bakterie i grzyby rodzaj nekrozy, doprowadzający do gnicia i obumierania komórek i tkanek. Wywołujące zgniliznę bakterie i grzyby wytwarzają enzymy rozkładające pektyny i celulozę. Wyróżnia się 2 rodzaje zgnilizn:
- zgnilizna mokra – gdy rozkładane tkanki stają się miękkie i czasami wydzielają nieprzyjemny zapach. Tego typu zgnilizna występuje zazwyczaj w tkankach miękiszowych. Nieprzyjemny zapach występuje np. podczas gnicia bulw ziemniaka, cebul, korzeni i owoców wywołanego przez bakterię Pectobacterium carotovorum,
- zgnilizna sucha – gdy rozkładane tkanki nie miękną. Tego typu zgnilizna wywoływana jest przez grzyby, wytwarzające enzymy celulolityczne i występuje głównie w zdrewniałych częściach roślin. Wywołują ją np. grzyby z rodzajów Fomes, Heterobasidion, Armillaria i in. Czasami sucha zgnilizna występuje także na miękkich częściach roślin – np. zgnilizna wywołana przez grzyby z rodzaju Fusarium na bulwach ziemniaka[1]

Zgnilizna to także nazwa wielu chorób roślin. Wyróżnia się takie ich grupy: sucha zgnilizna, mokra zgnilizna, miękka zgnilizna, czarna zgnilizna.